# Pandemia de COVID-19 en África
El primer caso de la pandemia de COVID-19 en África se confirmó el 14 de febrero de 2020 en Egipto, En África subsahariana el primer caso fue confirmado en Nigeria. La mayoría de los casos importados identificados han llegado de Europa y los Estados Unidos, a diferencia de otros continentes en los que provenían de China. Varios países africanos tienen sistemas de salud poco desarrollados, por lo que se estima que puede existir subestimación en los casos reportados. África representa el 17% de la población mundial, pero, a octubre de 2020, solo un 3,5% de las muertes por COVID-19 comunicadas.
La propagación de COVID-19 en África ha generado alarma debido a que muchos de los sistemas de salud en el continente son inadecuados, tienen problemas como falta de equipo, falta de fondos, capacitación insuficiente de los trabajadores de la salud y transmisión de datos ineficiente. 
Se temía que la pandemia pudiera ser difícil de mantener bajo control en África y podría causar enormes problemas económicos si se extendía ampliamente. Hacia mitad de abril de 2020, el suministro de ventiladores era bajo en gran parte de África: 41 países tienen solo 2000 ventiladores entre ellos, y diez países no tienen ventiladores en absoluto. Incluso los suministros básicos como el agua y el jabón están sujetos a escasez en algunas partes del continente.
Matshidiso Moeti, de la Organización Mundial de la Salud, dijo que el lavado de manos y el distanciamiento físico podrían ser un desafío en algunos lugares de África. El aislamiento social puede no ser posible, y los desafíos pueden verse exacerbados por la prevalencia de enfermedades como la malaria, el VIH, la tuberculosis y el cólera. Los expertos afirman que una estrategia basada en pruebas podría permitir a los países africanos reducir el aislamiento social que causa enormes dificultades a quienes dependen de los ingresos obtenidos cada día para poder alimentarse a sí mismos y a sus familias. Incluso en el mejor de los casos, desde Naciones Unidas se afirma que las 1300 millones de personas del continente necesitarán 74 millones de equipos de prueba y 30 000 respiradores en 2020. 
La Organización Mundial de la Salud colaboró con muchos países del continente en la instalación de laboratorios para las pruebas COVID-19. Matshidiso Moeti de la OMS señaló: «Necesitamos probar, rastrear, aislar y tratar». Diferentes países de África implementaron medidas preventivas como restricciones de viaje, cancelaciones de vuelos, cancelaciones de eventos, cierres de escuelas y cierres de fronteras. Las medidas adoptadas tenían como objetivo minimizar y controlar la cadena de transmisión, de modo que el número de casos no aumentara hasta el punto de colapsar los débiles sistemas de salud.
Los expertos señalan que la experiencia de luchar contra el ébola ayudó a algunos países a prepararse para COVID-19. Otros factores tales como la pronta respuesta de numerosos países que impusieron el confinamiento obligatorio cuando había menos de 20 casos registrados, la baja movilidad dentro del continente y hacia afuera de sus fronteras, y el hecho de que África sea el continente con la población más joven (la edad media es de 19,7 años, frente a los aproximadamente 40 años de Europa), pueden explicar el relativo éxito del continente en sus estrategias para enfrentar la pandemia.
Para el 26 de mayo, más de la mitad de todos los países africanos experimentaban transmisión comunitaria, aunque la capacidad de prueba sigue siendo limitada.
En diciembre de 2020 se encontraron nuevas cepas del virus en Sudáfrica y Nigeria, además de la Variant of Concern 202012/01 notificada en el Reino Unido en septiembre.
La Unión Africana ha asegurado cerca de 300 millones de dosis de vacuna COVID-19 en el mayor acuerdo de este tipo hasta ahora para África, se anunció el 13 de enero de 2021. Esto es independiente del esfuerzo global Access to COVID-19 Tools Accelerator (COVAX) dirigido en la distribución de vacunas COVID-19 a países de bajos ingresos. A su vez, los Emiratos Árabes Unidos desarrollan la producción de «Hayat-Vax», una variante de la vacuna china Sinopharm, que en gran parte estará destinada a África.

## Evolución por país o territorio
En el continente en general, los casos confirmados y los fallecimientos aproximadamente se triplicaron en los tres meses comprendidos entre el 1 de julio de 2020 y el 1 de octubre de 2020. Los casos nuevamente se triplicaronEn el período de seis meses comprendido entre octubre de 2020 y abril de 2021, lo que implica una cierta desaceleración en la propagación de la enfermedad. 
En meses siguientes algunos países dejaron de brindar información, y se dejaron de publicar los datos respecto de casos activos y recuperados, con lo que la información se sintetizó en los valores correspondientes a casos registrados y fallecimientos. La tendencia creciente y la falta de registros o la demora en los reportes continuaron en febrero de 2022.
| País                                | Población     | Hasta julio de 2020 | Hasta julio de 2020 | Hasta octubre de 2020 | Hasta octubre de 2020 | Hasta mayo de 2021 | Hasta mayo de 2021 | Hasta agosto de 2021 | Hasta agosto de 2021 | Hasta febrero de 2022 | Hasta febrero de 2022 |
| País                                | Población     | Casos confirmados   | Muertes             | Casos confirmados     | Muertes               | Casos confirmados  | Muertes            | Casos confirmados    | Muertes              | Casos confirmados     | Muertes               |
| ----------------------------------- | ------------- | ------------------- | ------------------- | --------------------- | --------------------- | ------------------ | ------------------ | -------------------- | -------------------- | --------------------- | --------------------- |
| Angola                              | 32 768 267    | 284                 | 13                  | 5114                  | 185                   | 26 431             | 594                | 43 890               | 1057                 | 98 319                | 1896                  |
| Argelia                             | 43 780 936    | 13 907              | 912                 | 51 847                | 1749                  | 121 866            | 3244               | 184 191              | 4654                 | 255 836               | 6618                  |
| Benín                               | 12 093 650    | 1199                | 21                  | 2357                  | 41                    | 7821               | 99                 | 9065                 | 113                  | 26 498                | 163                   |
| Botsuana                            | 2 347 367     | 227                 | 1                   | 3172                  | 16                    | 46 934}            | 712                | 130 771              | 1832                 | 256 041               | 2585                  |
| Burkina Faso                        | 20 849 535    | 962                 | 53                  | 2088                  | 58                    | 13 309             | 157                | 13 632               | 170                  | 20 666                | 372                   |
| Burundi                             | 11 857 105    | 170                 | 1                   | 510                   | 1                     | 3985               | 6                  | 8800                 | 38                   | 37 562                | 38                    |
| Cabo Verde                          | 555 476       | 1227                | 15                  | 6205                  | 62                    | 23 554             | 213                | 34 171               | 298                  | 55 754                | 396                   |
| Camerún                             | 26 484 855    | 12 592              | 313                 | 20 838                | 418                   | 72 250             | 1107               | 82 064               | 1334                 | 116 718               | 1880                  |
| Chad                                | 16 381 333    | 866                 | 74                  | 1203                  | 85                    | 4810               | 170                | 4981                 | 174                  | 7157                  | 190                   |
| Comoras                             | 867 928       | 303                 | 7                   | 484                   | 7                     | 3834               | 146                | 4031                 | 147                  | 7870                  | 160                   |
| Costa de Marfil                     | 26 318 014    | 9499                | 68                  | 19 755                | 120                   | 45 998             | 286                | 51 548               | 347                  | 80 783                | 785                   |
| Egipto                              | 102 162 663   | 68 311              | 2953                | 103 317               | 5946                  | 226 531            | 13 278             | 284 875              | 16 588               | 432 761               | 22 780                |
| Eritrea                             | 3 542 188     | 203                 | 0                   | 381                   | 0                     | 3671               | 10                 | 6593                 | 36                   | 9619                  | 100                   |
| Etiopía                             | 114 700 869   | 5846                | 103                 | 76 988                | 1208                  | 256 418            | 3658               | 285 413              | 4440                 | 466 289               | 7355                  |
| Gabón                               | 2 220 923     | 5394                | 42                  | 8766                  | 54                    | 22 818             | 138                | 25 487               | 165                  | 47 148                | 301                   |
| Gambia                              | 2 410 277     | 49                  | 2                   | 3585                  | 115                   | 5887               | 174                | 8603                 | 242                  | 11 863                | 364                   |
| Ghana                               | 31 014 508    | 17 741              | 112                 | 46 656                | 301                   | 92 562             | 779                | 109 022              | 892                  | 157 220               | 1404                  |
| Guinea                              | 13 099 458    | 5391                | 33                  | 10 652                | 66                    | 22 215             | 144                | 27 311               | 266                  | 36 206                | 426                   |
| Guinea Ecuatorial                   | 1 398 520     | 2001                | 32                  | 5045                  | 83                    | 7694               | 112                | 8951                 | 123                  | 15 828                | 182                   |
| Guinea-Bisáu                        | 1 963 739     | 1654                | 24                  | 2324                  | 39                    | 3733               | 67                 | 4864                 | 80                   | 7726                  | 156                   |
| Kenia                               | 53 663 836    | 6366                | 148                 | 38 923                | 725                   | 158 821            | 2707               | 215 730              | 4241                 | 321 922               | 5604                  |
| Lesoto                              | 2 140 838     | 27                  | 0                   | 1680                  | 39                    | 10 731             | 316                | 13 845               | 391                  | 32 258                | 694                   |
| Liberia                             | 5 046 798     | 780                 | 36                  | 1343                  | 82                    | 2099               | 85                 | 5459                 | 148                  | 7272                  | 290                   |
| Libia                               | 6 863 245     | 824                 | 24                  | 35 717                | 570                   | 177 072            | 3023               | 274 453              | 3881                 | 445 876               | 6052                  |
| Madagascar                          | 27 624 966    | 2214                | 20                  | 16 493                | 232                   | 37 014             | 643                | 42 791               | 949                  | 59 319                | 1274                  |
| Malaui                              | 19 084 049    | 1224                | 14                  | 5779                  | 179                   | 34 062             | 1148               | 56 952               | 1895                 | 84 738                | 2567                  |
| Mali                                | 20 195 689    | 2181                | 116                 | 3156                  | 131                   | 13 858             | 481                | 14 652               | 534                  | 30 156                | 715                   |
| Marruecos                           | 36 873 293    | 12 533              | 228                 | 126 044               | 2229                  | 510 886            | 9020               | 720 256              | 10 607               | 1 143 974             | 15 540                |
| Mauricio                            | 1 271 600     | 341                 | 10                  | 381                   | 10                    | 1209               | 17                 | 5219                 | 21                   | 70 862                | 786                   |
| Mauritania                          | 4 638 278     | 4363                | 129                 | 7505                  | 161                   | 18 377             | 455                | 28 724               | 616                  | 58 407                | 962                   |
| Mozambique                          | 31 173 041    | 889                 | 6                   | 8979                  | 64                    | 69 864             | 814                | 134 343              | 1641                 | 224 224               | 2183                  |
| Namibia                             | 2 536 830     | 205                 | 0                   | 11 373                | 123                   | 48 177             | 638                | 121 603              | 3226                 | 156 187               | 3974                  |
| Níger                               | 24 120 048    | 1075                | 67                  | 1197                  | 69                    | 5226               | 191                | 5697                 | 196                  | 8670                  | 301                   |
| Nigeria                             | 205 668 183   | 25 694              | 590                 | 59 001                | 1112                  | 165 055            | 2063               | 179 118              | 2194                 | 253 405               | 3136                  |
| República Centroafricana            | 4 822 363     | 3745                | 47                  | 4829                  | 62                    | 6411               | 88                 | 11 195               | 98                   | 14 023                | 110                   |
| República del Congo                 | 5 505 568     | 1087                | 37                  | 5089                  | 89                    | 10 678             | 144                | 13 293               | 179                  | 23 705                | 371                   |
| República Democrática del Congo     | 89 301 493    | 7039                | 170                 | 10 729                | 272                   | 29 812             | 763                | 52 432               | 1050                 | 85 510                | 1278                  |
| Ruanda                              | 12 922 594    | 1025                | 2                   | 4843                  | 29                    | 24 995             | 333                | 77 235               | 911                  | 129 039               | 1444                  |
| Sta. Elena, Ascensión y T. da Cunha | 4261          | 2                   | 0                   | 2                     | 2                     | 1                  | 0                  | 9                    | 0                    | 18                    | 0                     |
| Sahara Occidental                   | 595 986       | 10                  | 1                   | 10                    | 1                     | 0                  | 0                  | -                    | -                    | -                     | -                     |
| Santo Tomé y Príncipe               | 218 798       | 714                 | 13                  | 911                   | 15                    | 2301               | 35                 | 2478                 | 37                   | 5908                  | 70                    |
| Senegal                             | 16 702 826    | 6793                | 112                 | 15 051                | 312                   | 40 344             | 1107               | 68 920               | 1545                 | 85 143                | 1953                  |
| Seychelles                          | 98 297        | 81                  | 0                   | 144                   | 0                     | 5559               | 26                 | 18 714               | 98                   | 37 771                | 154                   |
| Sierra Leona                        | 7 962 417     | 1462                | 60                  | 2238                  | 72                    | 4053               | 79                 | 6324                 | 121                  | 7627                  | 125                   |
| Somalia                             | 15 851 530    | 2924                | 90                  | 3593                  | 99                    | 13 915             | 713                | 16 039               | 863                  | 26 067                | 1335                  |
| Suazilandia (Esuatini)              | 1 159 150     | 812                 | 11                  | 5500                  | 111                   | 18 458             | 671                | 33 565               | 896                  | 68 540                | 1377                  |
| Sudáfrica                           | 59 244 691    | 151 209             | 2657                | 676 084               | 16 866                | 1 579 536          | 54 331             | 2 554 240            | 75 774               | 3 616 075             | 95 545                |
| Sudán                               | 43 755 620    | 9257                | 572                 | 13 653                | 836                   | 33 944             | 2349               | 37 528               | 2776                 | 58 874                | 3588                  |
| Sudán del Sur                       | 11 182 555    | 2007                | 38                  | 2715                  | 50                    | 10 567             | 114                | 11 141               | 120                  | 16 820                | 137                   |
| Tanzania                            | 59 573 674    | 509                 | 21                  | 509                   | 21                    | 509                | 21                 | 1367                 | 50                   | 33 230                | 789                   |
| Togo                                | 8 260 968     | 650                 | 14                  | 1809                  | 48                    | 12 931             | 123                | 17 104               | 161                  | 36 550                | 268                   |
| Túnez                               | 11 808 177    | 1174                | 50                  | 19 721                | 271                   | 307 215            | 10 641             | 616 764              | 21 220               | 930 090               | 26 496                |
| Uganda                              | 45 602 136    | 889                 | 0                   | 8491                  | 79                    | 41 797             | 342                | 96 067               | 2821                 | 162 136               | 3549                  |
| Yibuti                              | 986 755       | 4682                | 54                  | 5417                  | 61                    | 11 026             | 143                | 11 669               | 156                  | 15 507                | 189                   |
| Zambia                              | 18 335 514    | 1594                | 24                  | 14 830                | 333                   | 91 533             | 1250               | 201 342              | 3509                 | 306 777               | 3928                  |
| Zimbabue                            | 14 844 179    | 591                 | 7                   | 7850                  | 228                   | 38 235             | 1567               | 117 258              | 3950                 | 230 170               | 5357                  |
| Total                               | 1 216 000 000 | 404 849             | 10 149              | 1 513 139             | 36 459                | 4 548 549          | 121 535            | 7 111 780            | 179 801              | 10 934 696            | 240 292               |

## Situación por país

### Angola
La pandemia de COVID-19 en Angola es parte de la pandemia de COVID-19 causada por el virus SARS-CoV-2. Los primeros dos casos se confirmaron el 21 de marzo. Se trataba de dos personas provenientes de Portugal.

### Argelia
La pandemia de COVID-19 en Argelia tuvo su primer caso el 25 de febrero. Se trataba de un hombre italiano que había llegado al país el 17 de febrero. Argelia lo deportó de regreso a Italia en un vuelo especial el 28 de febrero.
Las autoridades dispusieron una serie de medidas a fin de evitar la propagación del virus, entre ellas el distanciamiento social, la restricción de movimientos y la cuarentena.

### Benín
La pandemia de COVID-19 en Benín ocurrió el 16 de marzo de 2020. Proveniente de un ciudadano burkinés de 49 años, regresado a Benín el 12 de marzo de 2020. 

### Burkina Faso
La pandemia de COVID-19 alcanzó a Burkina Faso el 9 de marzo de 2020.
La estructura sanitaria del país es particularmente débil y la situación se ve agravada por la escalada de la violencia que obligó al desplazamiento de cientos de miles de personas. Durante las primeras semanas, Burkina Faso registró una de las tasas más altas de propagación de la enfermedad en la región. Se impusieron medidas restrictivas a fin de contener la epidemia, entre ellas el toque de queda en todo el país, que fue levantado parcialmente a principios de junio.

### Cabo Verde
El primer caso de la pandemia de COVID-19 en Cabo Verde fue confirmado el 20 de marzo de 2020. Se trataba de un turista británico quien resultó además la primera víctima fatal de la enfermedad registrada en el país.
La economía del país está fuertemente vinculada al turismo y los desarrollos inmobiliarios vinculados a esa actividad. Se estima que la demanda de servicios turísticos volverá a los niveles de 2009, con la consecuente retracción económica. Por decisión de las autoridades, desde el 19 de marzo todas las conexiones aéreas internacionales a Cabo Verde se han suspendido, con el objetivo de controlar la propagación de la epidemia en el archipiélago.

### Canarias
Las Islas Canarias fue una de las primeras zonas de África en detectarse casos importados de COVID-19. El 31 de enero se notificó el primer caso en las Islas de un paciente alemán.

### Chad
La pandemia de COVID-19 alcanzó Chad el 19 de marzo de 2020. Al día siguiente las autoridades decretaron una serie de medidas restrictivas a fin de contener la propagación de la enfermedad. Estas medidas incluyeron el cierre de todos los lugares de culto; la suspensión de la actividad educativa en todos los niveles; la prohibición de reuniones de más de 50 personas en espacios públicos y privados; el cierre de restaurantes, bares, casinos y otras salas de entretenimiento; además de la suspensión de actividades en todos los aeropuertos del país. El 28 de abril de 2020 se informaron las dos primeras muertes.

### Costa de Marfil
El primer caso de la pandemia de COVID-19 en Costa de Marfil ocurrió el 11 de marzo de 2020. Es parte de la pandemia mundial de la enfermedad por coronavirus 2019 (COVID-19) causada por el síndrome respiratorio agudo severo coronavirus 2 (SARS-CoV-2).
Hasta el 20 de mayo de 2021 se habían registrado 47 777 casos confirmados, 46 217 recuperaciones y 298 muertes.

### Egipto
El primer caso de la pandemia de COVID-19 en Egipto se registró el 14 de febrero de 2020. Durante los primeros días de marzo, se confirmó el contagio de 45 personas que habían estado en un crucero que hace el trayecto entre la presa de Asuán y Luxor, en el Nilo.
Al 22 de agosto, en Egipto se habían confirmado 97 148 contagios, 5231 fallecidos y 64 318 recuperados desde el inicio de la pandemia. Días después, el 1 de junio, el número de muertes era de 1005, con una tasa de letalidad (porcentaje de fallecimientos en relación con el número de casos confirmados) del 3.81%.
La economía del país depende fuertemente de la industria del turismo, además de los ingresos provenientes de la actividad del Canal de Suez y de las remesas de emigrantes en el extranjero y la cooperación exterior. Esta situación puede haber influido en el hecho de que las autoridades egipcias, encabezadas por el presidente Abdelfatah El-Sisi, hayan demorado la implementación de medidas firmes restrictivas tales como confinamiento, suspensión de actividades y cancelación de eventos.
El 25 de marzo el gobierno de Egipto impuso el toque de queda nocturno, que luego fue prorrogado hasta el 23 de abril, al igual que otras medidas restrictivas como la suspensión de los vuelos y el cierre de escuelas y universidades. El complejo de las pirámides de Guiza fue cerrado al público y se inició su limpieza y desinfección.
Las autoridades anunciaron la cancelación de todas las actividades religiosas durante el mes de Ramadán, que se iniciaría en 23 de abril, y el cierre de todas las mezquitas en tanto hubiera casos de contagio confirmados. Las tradicionales reuniones culinarias conocidas como iftar fueron prohibidas.
La tasa de letalidad es del 5,18%.

### Gabón
El primer caso de la Pandemia de COVID-19 en Gabon ocurrió el 12 de marzo de 2020. Es parte de la pandemia mundial en curso de la enfermedad por coronavirus 2019 (COVID-19) causada por el síndrome respiratorio agudo severo coronavirus 2 (SARS-CoV-2).

### Guinea-Bisáu
La pandemia de COVID-19 en Guinea-Bisáu inició el 25 de marzo de 2020. 
El débil sistema sanitario, el relativo aislamiento de los pueblos y ciudades y la escasa o nula infraestructura de comunicaciones son algunos de los desafíos que enfrentan los equipos de salud en su trabajo de difusión de las medidas de prevención y de control del brote epidémico.
Guinea-Bisáu es uno de los países que ha recibido la ayuda sanitaria brindada por Cuba. En junio de 2020 un equipo de médicos y enfermeros cubanos se sumó al equipo de profesionales que ya trabajaba en el país desde 2014.

### Guinea Ecuatorial
La pandemia de COVID-19 alcanzó a Guinea Ecuatorial el 14 de marzo de 2020.
Inicialmente las autoridades adoptaron medidas de prevención y control, que comenzaron a flexibilizarse a partir del 15 de junio de 2020.
Hasta mayo de 2020, Guinea Ecuatorial daba a conocer regularmente los datos sobre la evolución de la epidemia. A fines de ese mes, cuando el número de casos confirmados se acercaba al millar, las autoridades dejaron de informar de modo consistente. Este hecho coincidió con la salida de la representante de la OMS en el país. El partido opositor Convergencia para la Democracia Social criticó fuertemente la gestión de la crisis sanitaria, la falta de transparencia y la inconsistencia de la información suministrada.

### Lesoto
La pandemia de COVID-19 alcanzó a Lesoto el 13 de mayo de 2020. Fue el último país en registrar un caso de África. Se trataba de un ciudadano llegado al país desde Medio Oriente.
El gobierno de Lesoto declaró la emergencia nacional hacia fines de marzo de 2020, casi dos meses antes de la detección del primer caso. Esta declaración fue acompañada de la imposición de una serie de medidas restrictivas, como la suspensión de las actividades educativas, el cierre de fronteras y de todos los establecimientos no esenciales. El 5 de mayo de 2020, las autoridades decidieron flexibilizar las medidas adoptadas.

### Marruecos
Los primeros casos de la pandemia de COVID-19 en Marruecos llegó al país el 2 de marzo del 2020. El paciente cero fue un marroquí proveniente de Italia quien había regresado a la Ciudad de Casablanca el 27 de febrero de 2020. Ese mismo día 2 de marzo, fue confirmado un segundo caso. Se trataba de otra ciudadana marroquí de 89 años proveniente de Bolonia que había llegado a Marruecos el 25 de febrero.  
A partir del 13 de marzo las autoridades dispusieron una serie de medidas restrictivas rigurosas, entre las que se incluyó el cierre de los establecimientos educativos de todos los niveles, la suspensión del transporte público, la prohibición de reuniones y de circulación de personas con excepción de aquellas que dispusieran de una autorización especial y el cierre de las fronteras.
Al 12 de abril de 2020, en el reino de Marruecos se habían reportado 1661 casos, de los que han quedado 479 pacientes de COVID-19 confirmados. 118 personas han fallecido por esta enfermedad y 177 más se han recuperado.
A partir del 10 de junio comenzó la flexibilización de las restricciones. Hacia finales de julio, los datos diarios mostraban una acentuada aceleración del número de casos confirmados, lo que llevó a readoptar medidas de confinamiento.
El gobierno marroquí incluye a todos los casos positivos de contagio en la zona ocupada del Sahara Occidental en su lista de contagios, aunque el MINURSO mantiene un conteo independiente.
Hasta el 20 de febrero de 2022, se contabiliza la cifra de 1,158,967 casos confirmados, 15,894 fallecidos y 1,134,878 recuperados del virus.

### Mauritania
La pandemia de COVID-19 llegó a Mauritania en marzo de 2020. Un extranjero proveniente de Europa fue el primer caso confirmado.
Las autoridades impusieron una serie de medidas restrictivas a fin de contener la propagación de la epidemia, entre ellas el toque de queda nocturno de diez horas en todo el país, la prohibición de concentraciones o reuniones públicas, el cierre de restaurantes y cafés y la suspensión de las actividades educativas de todos los niveles. Hacia mitad de abril de 2020, se informó que la epidemia estaba controlada, sin nuevos casos confirmados y con la recuperación de los últimos pacientes. Pese a que las medidas preventivas no fueron flexibilizadas, a partir de mayo se produjo en rebrote de la enfermedad.

### Níger
La pandemia de COVID-19 alcanzó Níger el 19 de marzo de 2020.
Antes de haberse confirmado en primer caso, las autoridades adoptaron una serie de medidas restrictivas que incluyeron el cierre de escuelas y mezquitas y limitaciones de movimiento de personas, en un intento de disminuir la demanda sobre el débil sistema de salud.

El 27 de marzo se decretó el «estado de urgencia sanitaria» y el «aislamiento sanitario» y toque de queda en la ciudad de Niamey.
Durante el Ramadán, se produjeron una serie de disturbios debido a los requerimientos de los fieles de realizar sus prácticas religiosas de modo tradicional. Paulatinamente, las medidas restrictivas se fueron flexibilizando y hacia fines de julio se proyectó reabrir el espacio aéreo, bajo estrictos protocolos de modo de impedir la propagación de la epidemia.
Hasta el 6 de agosto de 2020 se habían registrado 1152 casos confirmados, 1057 recuperaciones y 69 muertes.

### Nigeria
La pandemia de COVID-19 en Nigeria es parte de la pandemia de COVID-19 causada por el SARS-CoV-2. El primer caso fue reportado el 27 de febrero, cuando un ciudadano italiano en Lagos salió positivo a la prueba de coronavirus. El 9 de marzo un segundo caso fue reportado en Ewekoro, estado de Ogun, un ciudadano nigeriano quien tuvo contacto con el ciudadano italiano.
En abril de 2020 el estado de Kano, en el norte del país, se convirtió en el foco de la epidemia, con cientos de víctimas. Las autoridades estimaron que presumiblemente la mitad de esas muertes habían sido causadas por el coronavirus. Las prácticas religiosas musulmanas, que indican la inhumación en pocas horas de las personas fallecidas, impidieron la realización de pruebas que confirmaran la causa de estas muertes.

### República Centroafricana
La pandemia de COVID-19 alcanzó a la República Centroafricana el 14 de marzo marzo de 2020. La primera muerte se produjo el 24 de mayo de 2020.
Al momento de inicio de la pandemia, el país se encontraba en una situación frágil debido al conflicto armado iniciado en 2013 que produjo una situación humanitaria crítica, con aproximadamente el 25% de la población desplazada y el 63% con necesidades de asistencia. La República Centroafricana solo cuenta con 3 respiradores.
A fin de contener la propagación de la epidemia, las autoridades establecieron algunas medidas como la obligatoriedad de uso de mascarillas y la prohibición de reuniones masivas.

### República Democrática del Congo
Se confirmó que la pandemia de COVID-19 en la República Democrática del Congo llegó el 10 de marzo de 2020. Los primeros casos confirmados provenían de personas llegadas del exterior. Las primeras medidas adoptadas incluyeron, además de la atención médica, la difusión de información acerca de cuidado y prevención mediante radios y canales de televisión, la campaña para la fabricación y distribución de mascarillas y la creación de un servicio de atención telefónica de consultas.
Hasta el 3 de septiembre de 2020 se habían registrado 10 125 casos confirmados, 9367 recuperaciones y 259 muertes.

### Sierra Leona
La pandemia de COVID-19 en Sierra Leona alcanzó al país el 31 de marzo de 2020.

### Sudáfrica
El primer caso de la Pandemia de COVID-19 en Sudáfrica se confirmó el 5 de marzo de 2020, en relación con un varón en la provincia de KwaZulu-Natal, que había regresado recientemente de Italia. El primer fallecimiento en el país fue confirmado el día 27 de marzo de 2020.
El Presidente de Sudáfrica, Cyril Ramaphosa, declaró estado nacional de desastre, anunciando medidas tales como restricciones inmediatas de los viajes y el cierre de escuelas a nivel nacional. Luego se anunció una cuarentena nacional, a partir del 26 de marzo de 2020.

### Tanzania
Se confirmó que la pandemia de COVID-19 había llegado a Tanzania el 16 de marzo de 2020, con el primer caso registrado en la ciudad de Arusha. Las autoridades tanzanas dejaron de informar del número de casos en mayo después de que el presidente John Magufuli alegara que los laboratorios devolvían falsos casos positivos.

### Túnez
El primer caso de la pandemia de COVID-19 en Túnez fue confirmado el 2 de marzo de 2020 en relación con un tunecino en Gafsa que había regresado recientemente de Italia.

### Zambia
La pandemia de COVID-19 en Zambia fue confirmada el 18 de marzo de 2020. Se trataba de una pareja que había regresado de una visita a Francia. Como medida preventiva, las autoridades habían establecido el cierre de todos los establecimientos educativos del país. A partir de los primeros casos, se dispuso la interrupción de los servicios internacionales terrestres de transporte de pasajeros, el cierre temporal de bares y tabernas y la prohibición de reuniones píblicas de más de 50 personas.
Las autoridades tomaron además una serie de decisiones tendientes a aminorar los efectos económicos de la pandemia, entre ellas, la creación de un fondo de emergencia, tanto en efectivo como en forma de paquetes de alimentos, destinado a los sectores más vulnerables de la población.

### Zimbabue
La pandemia de COVID-19 en Zimbabue comenzó en el país en marzo de 2020. Algunas de las provincias de Zimbabue, en especial Manicalandia, Masvingo and Mashonalandia, también sufrieron de brotes de malaria al mismo tiempo. A pesar de que la malaria es tratable, el sistema de salud sufre de una gran presión y escasez de medicamentos debido a los casos de COVID-19.